# Philodina acuticornis
Philodina acuticornis är en hjuldjursart som beskrevs av Murray 1902. Philodina acuticornis ingår i släktet Philodina och familjen Philodinidae. Arten är reproducerande i Sverige.

## Underarter
Arten delas in i följande underarter:
- P. a. acuticornis
- P. a. minor
- P. a. odiosa